# Донн, Уильям
Уильям Стефенс Донн (англ. William Stephens Donne; 2 апреля 1876, Castle Cary, Сомерсет — 24 марта 1934, Castle Cary, Сомерсет) — британский крикетист, чемпион летних Олимпийских игр 1900.
На Играх участвовал в единственном крикетном матче Великобритании против Франции, выиграв который, он получил золотую медаль. Всего он набрал 6 очков.